# Варда Фока Млађи
Варда Фока Млађи (грч. Βάρδας Φωκᾶς; умро 13. априла 989. године) био је византијски генерал (доместик схола) из породице Фока с краја 10. века. Познат је по подизању више устанака против владајуће Македонске династије.

## Устанак
Варда Фока Млађи био је члан породице Фока, најзначајније византијске династије у 10. веку. Његов отац, Лав Фока Млађи, био је брат цара Нићифора II Фоке. Још у младости се истакао великим талентом за борбу. Након смрти Нићифора Фоке (970), породица Фока се побунила против новог цара Јована I Цимискија. Варда је проглашен за цара од стране трупа у Цезареји. Међутим, трупе Варда Фоке Млађег поражене су од стране другог талентованог војсковође - Варда Склира. Варда Фока и његови рођаци су протерани на острво Хиос где ће боравити седам година.

## Борба против Варде Склира
Године 978. Варда је ослобођен из затвора од стране утицајног евнуха Василија Лакапина и именован за команданта армије која је требало да угуши устанак који је подигао Варда Склир. Упркос почетним неуспесима, Варда Фока је нанео пораз Склиру у бици код Панкалије. За своје заслуге, Фока је именован за Доместика Схолона и послат у Азију да освоји Алепо од Сарацена.

## Друга побуна
Константин VIII био је слаб владар и државне послове је препуштао другима. То је изазивало бес његовог брата и савладара Василија II који је желео Византијом владати самостално. Политичке прилике настојали су искористити Варда Фока Млађи и Василије Лакапин. Они 987. године улазе у преговоре са својим старим непријатељем, Варда Склиром, који је до тада боравио на територији Абасидског калифата. Договарали су се да подигну нови устанак против цара. Побуна је неодољиво подсећала на побуну Варде Склира, једну деценију раније. Фока је заузео већи део Мале Азије и прогласио се царем. Склира је, међутим, бацио у тамницу. Василије II добија помоћ од свога рођака Владимира I Кијевског. Варда Фока погинуо је у борби са Варјазима 13. априла 989. године. Глава му је одсечена и предата Василију. Вођство над побуњеницима преузео је Варда Склир који склапа мир са царем.